# Thüringer Landesarbeitsgericht

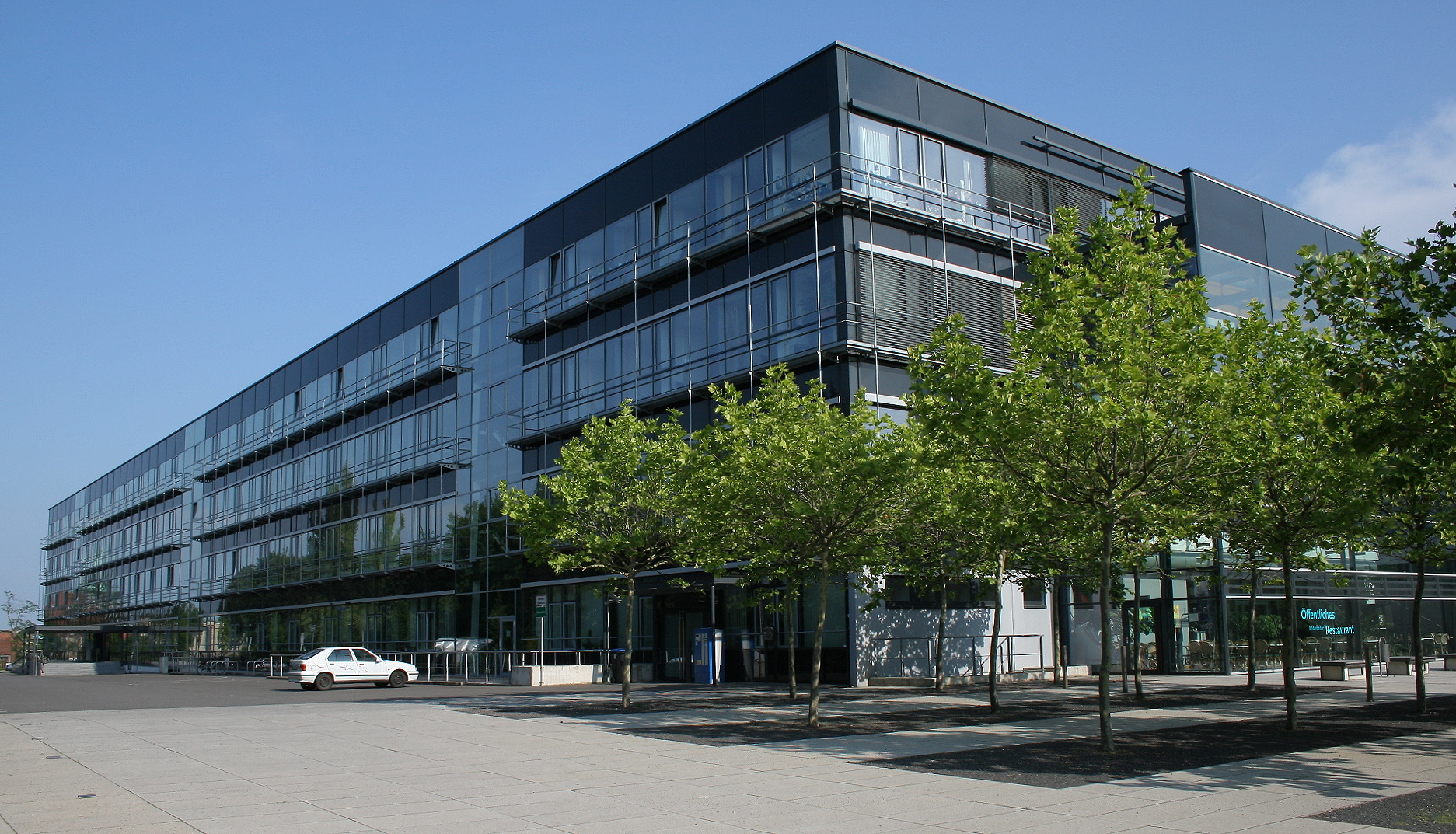
Justizzentrum Erfurt

Das Thüringer Landesarbeitsgericht ist ein Gericht der Arbeitsgerichtsbarkeit und das Landesarbeitsgericht (LAG) des Freistaates Thüringen. Präsidentin ist seit dem 16. Mai 2018 Susanne Engel. Damit ist das Thüringer Landesarbeitsgericht das erste Gericht im Freistaat, das eine Frau an seiner Spitze hat.

## Gerichtssitz und -bezirk
Sitz des Gerichts ist die Landeshauptstadt Erfurt. Der Gerichtsbezirk erstreckt sich auf das Gebiet des gesamten
Bundeslandes mit fast 2,3 Millionen Einwohnern.

## Gerichtsgebäude

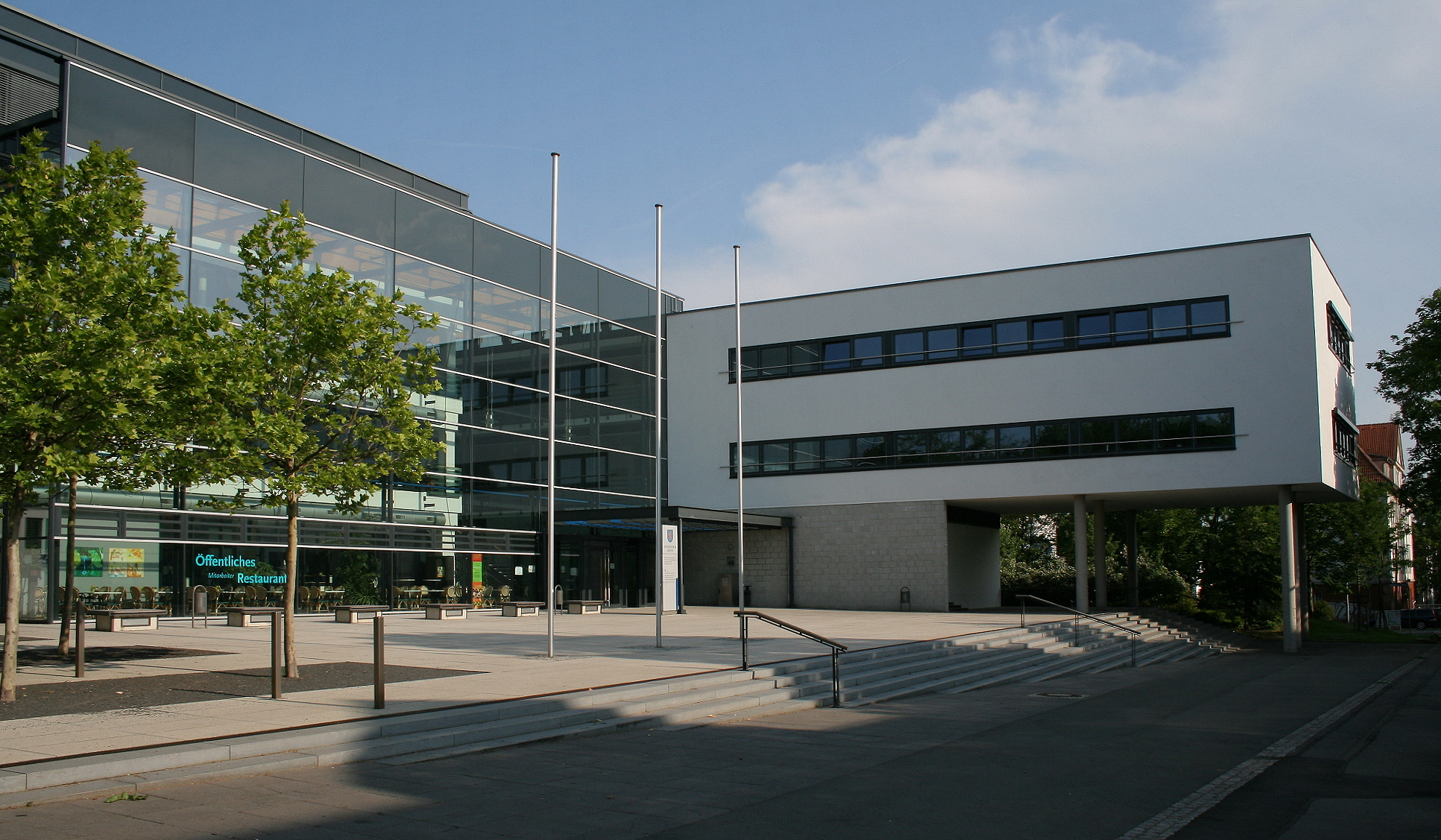
Eingangsbereich des Gerichtsgebäudes

Das Gericht ist seit 2001 im Justizzentrum Erfurt Rudolfstraße 46 untergebracht. Das Justizzentrum Erfurt wurde ab 1999 durch Umbau eines Produktionsgebäudes des ehemaligen Büromaschinenherstellers Optima errichtet.

## Geschichte
Gemäß Arbeitsgerichtsgesetz vom 23. Dezember 1926 wurden in Deutschland Arbeitsgerichte gebildet. Für Thüringen entstand so 1927 das Landesarbeitsgericht Jena, seit 1. November 1934 als Landesarbeitsgericht Weimar in Weimar. Für den preußischen Teil des heutigen Thüringen entstand das Landesarbeitsgericht Erfurt als eines von vier Landesarbeitsgerichten im Sprengel des Oberlandesgerichts Naumburg. Nachgeordnet waren die Arbeitsgerichte Erfurt, Mühlhausen, Nordhausen, Suhl, Worbis und Ziegenrück.
Nach der Besetzung Deutschlands durch die Alliierten wurden 1945 zunächst alle Gerichte geschlossen. Die ordentlichen Gerichte wurden schon bald wieder eröffnet, während die Arbeitsgerichte zunächst außer in Hamburg nicht wieder eingerichtet wurden, so dass arbeitsgerichtliche Streitigkeiten von den ordentlichen Gerichten erledigt werden mussten. Gemäß Kontrollratsgesetz 21 sollten in Deutschland Arbeitsgerichte aufgebaut werden. Das Landesarbeitsgericht entstand nun in Erfurt, das Landesarbeitsgericht in Weimar wurde nicht wiedereröffnet. In der DDR bestanden 1952 bis 1963 Arbeitsgerichte auf Kreis- und Bezirksebene. Nachdem diese 1963 in die Kreis- und Bezirksgerichte integriert worden waren, gab es keine gesonderten Arbeitsgerichte mehr.
Nach der Wende wurde 1993 das Thüringer Landesarbeitsgericht neu gebildet.

## Über- und nachgeordnete Gerichte
Dem Thüringer Landesarbeitsgericht ist das ebenfalls in Erfurt ansässige Bundesarbeitsgericht übergeordnet. Nachgeordnet sind die Arbeitsgerichte Erfurt, Gera, Nordhausen und Suhl.

## Leitung
- Ab 30. Juni 1993: Hans-Erhardt Schäcker, * 26. Mai 1932
- Ab 1. September 1997: Rolf Lennartz, * 11. Dezember 1939
- Seit 16. Mai 2018: Susanne Engel[6];  erste Frau, die zur Präsidentin an einem obersten Gericht des Freistaates Thüringen ernannt wurde.[6]